# 薔薇守則
《薔薇守則》（又译作）是日本遊戲公司Punchline製作的PS2平臺恐怖遊戲。SCEI於2006年1月19日在日本發行。
遊戲當中會出現很多種不同類型的敵人。劇情都是用童話繪本，以講故事的方式帶領玩家進行，有時裡面也會有解謎的提示。雖然是用童話繪本來解說故事，但卻相當的殘忍、黑暗。分為好結局跟壞結局兩種模式。

## 角色列表
- 珍妮佛（吊車尾的乞丐）

遊戲主角。是一位少女。
某天在巴士上遇到一位奇怪的小男孩。
他要求珍妮佛說故事給他聽，但唸到一半，小男孩就下車。
為了把故事書還給小男孩，珍妮佛也跟著下車。
巴士開走後，就開始遊戲。
對應她的繪本為小公主的畫冊。
- 小男孩（溫蒂）（薔薇公主）

一開始時小男孩的身份不明，他的個性很溫柔，是發明薔薇守則遊戲的人。
- 布朗

珍妮佛的狗。要開始遊戲一段時間才會出現。牠在遊戲中很重要。道具的搜查要靠布朗才能找到。
可以指揮牠做很多事情。也是珍妮佛的好伙伴。
- 戴安娜（公爵夫人）

相當驕傲的小女生。是除了薔薇公主之外，等級最高的人。
對應她的繪本為人魚公主的畫冊。
- 愛莉諾（伯爵夫人）

看起來很冷漠的女生。似乎對一切事情都不在乎的樣子。
養了一隻紅鳥，不管到哪總是提著一個鳥籠。
對應她的繪本為幸福鳥的畫冊。
- 梅格（男爵夫人）

戴著眼鏡，看起來很聰明的女生。
在薔薇守則裡面的刑罰都是由她來設計的。
非常愛慕戴安娜。
對應她的繪本為小山羊姐妹的畫冊。
- 艾曼達（貧窮的貧民）

胖胖的女生，情緒很容易激動。不受人歡迎。
在珍妮佛到來之前一直是吊車尾。
喜歡縫補東西。有自己的裁縫車。
對應她的繪本為抹布公主的畫冊。
- 瑪莎（女巫）

是一位清潔工。每次看見她總是在擦地。
對珍妮佛態度很不好。
- 小熊王子（布偶熊）

是一隻布偶熊。
在薔薇公主出現時都是以布偶熊當做配偶。

## 外部連結
- 薔薇守則日本官方站 （页面存档备份，存于）